# Keirrison
Keirrison, właśc. Keirrison de Souza Carneiro (ur. 3 grudnia 1988 w Dourados) – brazylijski piłkarz występujący na pozycji napastnika w Coritiba FBC, do którego przeszedł z klubu FC Barcelona. W barwach SE Palmeiras razem z dwoma innymi zawodnikami sięgnął po koronę króla strzelców rozgrywek Campeonato Brasileiro Série A w roku 2008.
Napastnik do pierwszego składu Coritiby został włączony w 2007 roku. W sposób znaczący pomógł swojej drużynie w wywalczeniu awansu do pierwszej ligi, zdobywając dwanaście bramek i zostając najskuteczniejszym strzelcem w zespole. Rok z dorobkiem osiemnastu bramek został najlepszym snajperem Campeonato Paranaense (rozgrywek regionalnych), zaliczając kolejne dwadzieścia jeden trafień do siatki, razem z Washingtonem z Fluminense FC oraz Kléberem Pereirą z Santosu FC został królem strzelców najwyższej brazylijskiej klasy rozgrywkowej.
Za swoją dyspozycję strzelecką otrzymał w roku 2008 wiele wyróżnień. Wybrany został między innymi najlepszym graczem ligi stanowej oraz objawieniem sezonu brazylijskiej Série A. Jego transferem zainteresowane były renomowane firmy europejskie. Mówiło się o chęci nabycia wielkiego talentu z Brazylii przez kluby hiszpańskie: Barcelonę, Valencię oraz Real Madryt. Zawodnik 22 grudnia zdecydował, że zostaje w swoim klubie do końca kwietnia i zdecydował się na podpisanie kontraktu z firmą Traffic Sports, która współpracuje z SE Palmeiras.
23 lipca 2009 roku podpisał kontrakt z hiszpańskim klubem FC Barcelona. Kwota transferowa wyniosła 14 milionów euro. W stolicy Katalonii nie zaliczył choćby jednego oficjalnego występu, był nieustannie wypożyczany. W lipcu 2009 roku trafił do Benfiki, dla której rozegrał jednak tylko 5 ligowych meczów. W styczniu 2010, również na zasadzie wypożyczenia, Brazylijczyk odszedł do włoskiej Fiorentiny, gdzie rozegrał 10 spotkań w Serie A i zdobył dwa gole. W kolejnych latach przebywał na wypożyczeniach w lidze brazylijskiej, najpierw w Santosie FC (13 gier i 4 bramki w ciągu dwóch sezonów), następnie Cruzeiro EC (8 meczów, 1 gol), aż powrócił do Coritiby.